# Helen Dannetun
Helen Dannetun (17 de febrero de 1957) es una investigadora y profesora sueca. Es catedrática de Física y rectora de la Universidad de Linköping.
En 1980 obtuvo el título de máster en ciencias en física aplicada e ingeniería eléctrica por la Universidad de Linköping (Suecia), y en 1987 el título de doctora en física aplicada. En 1996 obtuvo una plaza de profesora contratada doctor y en 1994 una plaza de profesora titular de universidad. En 2002 obtuvo la plaza de catedrática en física aplicada en la Universidad de Linköping.
Fue directora del Departamento de Física, Química y Biología (IFM) entre 2000 y 2003, y decana del Instituto de Tecnología entre 2004 y 2011. EnjJunio de 2011 fue nombrada rectora de la Universidad de Linköping.
Helen Dannetun es consejera técnica del Ministerio de Educación de Suecia y fue miembro del Consejo de Gobierno de la Fundación sueca para estrategia científica de 2010-2011 y de la Delegación Sueca de Tecnología (Teknikdelegationen) entre 2008 y 2010. En 2015 fue elegida miembro de la Real Academia de Ingeniería de Suecia.